# Snow Cake
Snow Cake è un film del 2006 diretto da Marc Evans.

## Trama
L'inglese Alex Hughes è un taciturno uomo di mezza età che vive in Ontario. Mentre guida verso il Canada settentrionale, Alex dà un passaggio alla diciannovenne Vivienne, che dopo aver visitato i suoi nonni deve raggiungere Wawa, la città dove vive sua madre Linda. Durante il tragitto i due stringono amicizia, ma a un certo punto vengono coinvolti in un incidente stradale dove purtroppo la ragazza perde la vita. Alex, profondamente traumatizzato, crede di dover essere lui stesso a informare Linda della morte di sua figlia.
Arrivato a destinazione, Alex scopre che Linda è una persona con autismo e sembra essere completamente indifferente a ciò che la circonda, tanto che prende la notizia della morte di Vivienne (appresa in realtà alcune ore prima) con molta calma. Linda chiede ad Alex di trasferirsi da lei perché ha bisogno di qualcuno che svolga i compiti prima eseguiti da Vivienne, in questo caso tirare fuori i sacchi della spazzatura in tre giorni, che sicuramente lei non toccherà. Alex accetta e l'aiuta a organizzare il funerale della figlia, e durante questo periodo conosce la vita compulsiva delle donne con autismo, ma anche la loro gioia nel movimento, la musica e la loro "voglia" di neve. Gli altri cittadini guardano la situazione con stupore o alienazione, soprattutto perché Linda rifiuta bruscamente e inequivocabilmente le offerte di aiuto dei suoi vicini. Quando Alex trova il camionista che aveva causato l'incidente davanti a casa di Linda per chiederle scusa e offrirle un mazzo di fiori, perde la calma e attacca l'uomo in preda alla rabbia, ma si ferma all'ultimo momento e fugge.
Alex inizia una conversazione con Maggie, vicina di Linda, che è anche interessata al poliziotto Clyde, il quale vede in Alex un rivale. Maggie invita Alex a cena e gli fa un'offerta sessuale abbastanza esplicita; Alex pensa che sia una prostituta e passa la notte con lei. La mattina seguente lui cerca di pagarla, ma Maggie ride e gli spiega che lui le piace, e che le piacciono le avventure sessuali. Intanto Clyde ha scoperto che Alex è uscito di prigione per omicidio colposo da pochi giorni, e avvisa Maggie. La donna, seppur sorpresa, resta in contatto con Alex e, anche se vuole saperne di più su di lui, non lo confronta circa il suo oscuro passato.
Il giorno del funerale è arrivato e i vicini si riuniscono in chiesa, che è decorata con delle luci molto amate da Linda. Alla funzione si presenta anche il camionista, Alex gli si avvicina e i due si stringono la mano. Dopo il funerale, i vicini si riuniscono a casa di Linda, il che mette la donna in stato di stress. Linda balla e canta, cosa a cui i vicini reagiscono con indignazione e incomprensione.
Dopo il funerale, Alex vuole continuare il suo viaggio, così saluta Linda e le dice che può trovare un suo regalo nel congelatore; dice addio anche a Maggie. Alla fine, Alex si confida con lei e le parla di suo figlio 22enne, nato da una breve relazione, che non aveva mai incontrato; fu solo dopo molti anni infatti che seppe dell'esistenza del figlio e si organizzarono per incontrarsi. Suo figlio però non arrivò mai, perché morì in un incidente stradale causato da un guidatore ubriaco. Alex, scoperto l'indirizzo del colpevole, lo picchiò facendolo cadere a terra e uccidendolo inavvertitamente, dopo che l'uomo sbatté la testa.
Maggie confessa ad Alex che lo sapeva già, ma che non glielo aveva detto perché voleva che fosse lui stesso a farlo. Alex riflette ad alta voce se debba comprare una casa a per starle vicino, ma si rende conto dalla reazione di Maggie che lei era semplicemente contenta di avere una relazione facile e breve con lui, quindi parte per la meta originaria del suo viaggio, Winnipeg, per incontrare la madre di suo figlio. Dato che il camion della spazzatura è in ritardo, Linda è infastidita perché non può mantenere la promessa di smaltire i sacchi della spazzatura. Maggie, che in futuro terrà d'occhio Linda, si offre si svolgere questo compito.
Linda apre il frigorifero e trova il regalo che Alex le aveva promesso, una perfetta «torta di neve» (snow cake).

## Produzione
La sceneggiatrice, Angela Pell, ha scritto il ruolo di Alex Hughes pensando ad Alan Rickman. È stato Rickman a leggere la sceneggiatura e ad assicurarsi che Sigourney Weaver (collega co-protagonista di Galaxy Quest) fosse contattata per il ruolo di Linda. Sia Rickman che Weaver si sono classificati secondi al Seattle International Film Festival per i rispettivi premi di miglior attore e migliore attrice.
Durante la realizzazione del film, Weaver ha studiato l'argomento dell'autismo ed è stata seguita da Ros Blackburn, una donna con tale condizione che è anche un'autrice e una relatrice sull'autismo e la sindrome di Asperger. Rickman ha invece scelto di non informarsi sull'argomento per fare in modo che il suo personaggio avesse una reazione più naturale di fronte alla condizione di Linda.

## Accoglienza
Snow Cake detiene su Rotten Tomatoes una percentuale di gradimento del 65% con un voto di 6,1 su 10 da parte di 63 critici professionisti, mentre è promosso con l'86% con un voto di 4,08 su 5 da parte di 13 631 spettatori. Il consenso generale afferma che «Sigourney Weaver interpreta con grazia un ruolo difficile, mentre il resto del cast trasforma la trama istrionica in qualcosa di valido». Su Metacritic ha un punteggio di 54 su 100 (corrispondente a «recensioni miste o medie») da parte di 15 critici professionisti, mentre ha un voto di 8,3 su 10 da parte di 19 spettatori.

## Riconoscimenti
- 2006 - Alliance of Women Film Journalists[4]
  - Menzione speciale
- 2006 - Festival internazionale del cinema di Berlino[5]
  - Candidatura all'Orso d'oro
- 2006 - Seattle International Film Festival[6]
  - Candidatura al miglior attore protagonista ad Alan Rickman
  - Candidatura alla miglior attrice protagonista a Sigourney Weaver
- 2007 - Genie Awards[7]
  - Miglior attrice non protagonista a Carrie-Anne Moss
  - Candidatura alla miglior attrice protagonista a Sigourney Weaver
  - Candidatura alla miglior attrice non protagonista a Emily Hampshire
  - Candidatura alla miglior fotografia a Steve Cosens